# 崔秀延
崔秀延（韩语： Choi Sooyeon，1990年11月23日—）生于全罗北道，是一名韩国女子击剑运动员，主攻佩剑。她在七年级时开始练习击剑，当时她的一名中学教师建议她练习这项运动。2009年，她进入东义大学体育学部就读。2013年，她加入安山市政厅击剑队，两年后，她成功进入国家队。